# Brian Ferrares
Brian Ferrares Fernández (Montevideo, 1º marzo 2000) è un calciatore uruguaiano, difensore del Cerro Largo.

## Caratteristiche tecniche
È un difensore centrale.

## Carriera

### Club
Cresciuto nel settore giovanile del Danubio, ha esordito in prima squadra il 7 aprile 2018 disputando l'incontro di campionato perso 3-2 contro il Cerro.

### Nazionale
Nel 2017 ha giocato 3 partite nella nazionale uruguaiana Under-17.